# مسجد سيدي عبد الرحمان
مسجد سيدي عبد الرحمان هو مسجد في القصبة بالجزائر العاصمة يعود تاريخه إلى القرن السابع عشر. بني حوالي عام 1621، وهو عبارة عن مسجد وضريح صغير (القبة) مخصص للشيخ سيدي عبد الرحمان الثعالبي (1384-1471). يعود تاريخ المسجد إلى عام 1696؛ تم بناؤه حول قبر 
```
في ضميمة 
زاويا سيدي عبد الرحمن
[
1
]
[
2
]
 المصنف تراثا عالميا من طرف 
اليونسكو
.
[
3
]
[
4
]
```

## ضريح سيدي عبد الرحمان

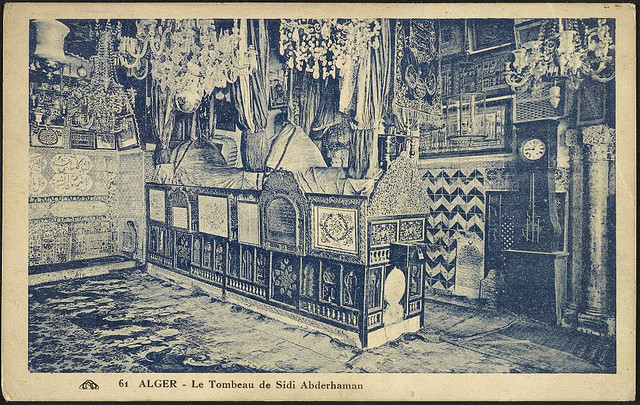
قبر سيدي عبد الرحمان الثعالبي.

لا يعرف الكثير عن الضريح الذي بني عام 1471 (بعد وفاة سيدي عبد الرحمان)، حتى أن البناء لا يعرف أنه كان قائما. في عام 1621 (143 سنة بعد وفاته)، لا تزال ذاكرة وسمعة اللاهوتي حية، تقرر بناء ضريح أكثر جدارة لذاكرته. تحتوي غرفة الدفن على 8 مجموعات من ثلاثة أعمدة نصفية تعمل في الجدران الأربعة. يحتوي كل نصف عمود على قشرة وسرادق منحوت من نفس الكتلة من الرخام الأبيض. تدعم هذه الأعمدة أقواس أربع (ربما أضيفت لاحقًا) المدرجة في هيكل سقف القبة. يدعم سقف القبة هذا سقفًا مستقيماً مع 4 منحدرات مغطاة بالبلاط ؛ وبهذا المعنى، فإن القبة هي من الطراز المغاربي مثل تلك الموجودة في تلمسان أو فاس، تقدم أوجه تشابه مع المقابر السعدية، التي كانت تهيئتها تحظى بشعبية كبيرة في ذلك الوقت.

## التاريخ

### التوسع في المسجد

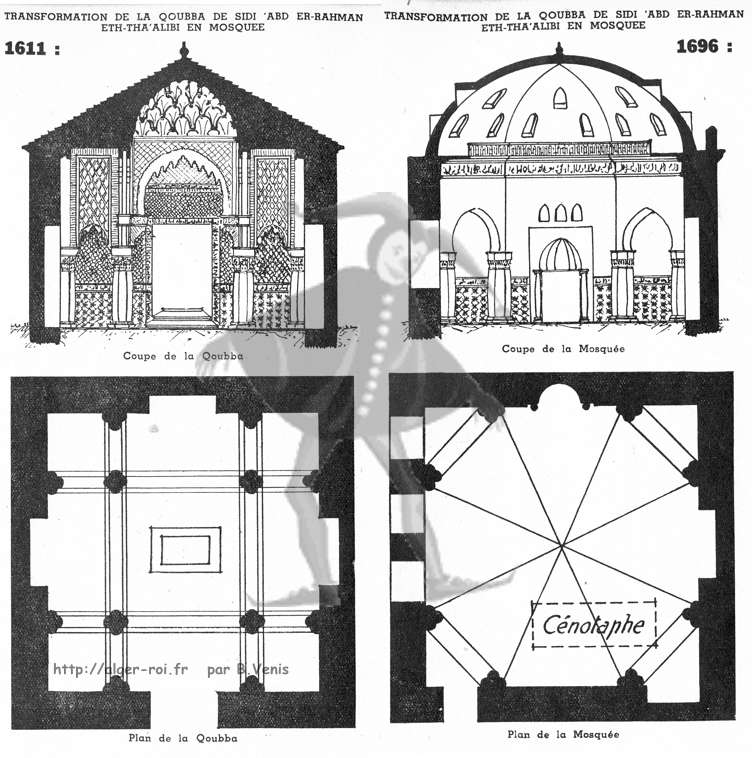
مخطط القبة عام 1611 ثم بعد تحولها إلى مسجد عام 1696.

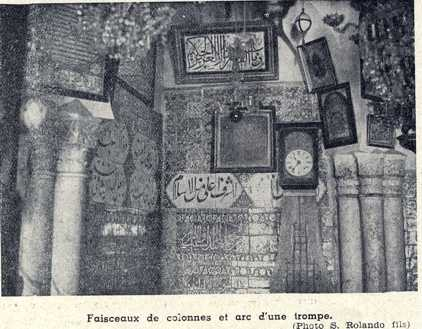
تفاصيل الخط وحزم نصف الأعمدة التي تدعم القوس (c.1900).

لم تتمكن حكومة الدايات من تجاهل قبر اللاهوتي الذي صنع سمعة الجزائر في الغرب كما في الشرق. كان الحاج أحمد العتشي هو الذي قرر تحويل الضريح إلى مسجد عام 1696، وبشكل أدق إلى الزاوية . سوف تتأثر القبة المغاربية بأسلوب جديد، مع غطاء مقبب مماثل لغطاء الأناضول. يُنظر إلى غرفة القبر الموهوبة بمرحاب يتألف من عمودين وأواني فخارية من آسيا الصغرى ويعمل بمثابة خطبة، والتي قد تبدو خصوصية تجاه الإسلام الذي يحظر الصلاة على قبر . نضيف إلى مجموعة مئذنة مربعة لدعوة الصلاة.

### مكان للتأمل ومقبرة مهمة
يصبح المسجد مكانًا للتأمل، حيث يودع المؤمنون الهدايا: البندولات، ومعايير الأخوة، وبيض النعامة، والخط ... سرعان ما ظهرت أيضًا رغبة الناس الأتقياء في دفن موتاهم بالقرب من القبر. يصبح الضريح مركزًا لمقبرة صغيرة، حتى أنه دفن في المصلى داي مصطفى باشا (1798-1805)، ونجله إبراهيم، داي عمر باشا (1815-1817).

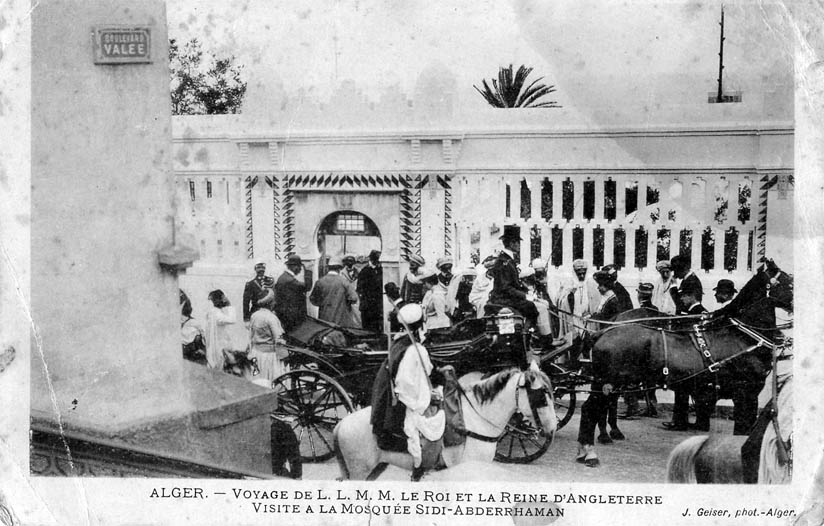
الملكة فيكتوريا ملكة المملكة المتحدة أثناء زيارتها للمسجد

خارج المبنى، في الضميمة، دفن الحاج أحمد باي، آخر باي لقسنطينة وبعض شخصياته، وفي وقت لاحق دفن فيه الكاتب الشهير محمد بن شنب. دفينين في القبب الطرفية مرتبطان بتهجير القبور خلال الفترة الاستعمارية (1845) يعطيان أهمية أكبر للمقبرة المجاورة للمسجد : سيدي منصور (مدفون أصلاً بالقرب من بابا عزون) ووالي دادا. يعتبر اللاهوتي القديس الراعي للجزائر، وقد زار قبره شخصيات بارزة. حيث زارت الملكة فيكتوريا المسجد أثناء إقامتها في الجزائر العاصمة وقدمت ثريات لتزيين قاعة الضريح. كما زار المقبرة الملكة البرتغالية أميلي والملك السويدى أوسكار والملك إدوارد السابع والملكة ألكسندرا ملكة إنجلترا ورئيس الجمهورية الفرنسية ألكسندر ميلراند عام 1922.

### بعد الاستقلال
استرجعت السلطات الجزائرية ضريح سيدي عبد الرحمن وغيره من الأضرحة والمعالم التاريخية التي استولى عليها الاستعمار الفرنسي. ورفعت وزارة الشؤون الدينية والأوقاف جملة من التوصيات المنبثقة من الأسبوع الوطني الرابع للقرآن الكريم الذي نظم يومي 29 و 30 سبتمبر و 1 أكتوبر 2003 إلى الجهات المعنية لرعاية مهد سيدي عبد الرحمن الثعالبي وترقية الزاوية التي تسيره إلى مستوى مؤسسة علمية وثقافية وروحية، وإعادة بعث مكتبته بطبع ونشر المخطوطات عن طريق تشجيع الباحثين على تحقيق تراث الشيخ عبد الرحمن الثعالبي.
لا تزال تتوافد العديد من العائلات الجزائرية يوميا لزيارة ضريح سيدي عبد الرحمن الثعالبي، خاصة وأنها عادة وجدت منذ زمن بعيد ولا تزال تفرض نفسها إلى يومنا هذا  فقد صار هذا المكان مقصد الكثيرين ولغايات مختلفة، وذلك بممارسة بعض الطقوس التي قد تبدو غريبة مثل البكاء ووضع الحناء والعطور وإشعال الشموع وغير ذلك. لطلب بركة الأولياء الصالحين وتحقيق الأماني بين جدران مضت عليها قرون من الزمان وبين القائلين بحرمة هذه الطقوس لا يزال سيدي عبد الرحمان قبلة ومتنفسا لمن ضاقت به سبل الحياة.

## وصلات خارجية
- سيدي عبد الرحمن ... اشعاع ثقافي وتاريخي لمدينة الجزائر